# Tropico 3
Tropico 3 is een stedenbouwsimulatiespel ontwikkeld door Haemimont Games en uitgegeven in Europa op 13 september 2009 door Kalypso Media. Het spel is het vervolg op Tropico 2: Pirate Cove.
Het spel bevat veel humorelementen en tijdens laadschermen worden er citaten getoond van dictators, leiders, politici en rebellen, zoals Che Guevara, Fidel Castro, Vladimir Lenin, Karl Marx, John F. Kennedy, Dwight Eisenhower, Augusto Pinochet, Nikita Chroesjtsjov, Leon Trotski, Mobutu Sese Seko, Todor Zjivkov, Vladimir Poetin, Moammar al-Qadhafi en Mahmoud Ahmadinejad.

## Gameplay
De speler neemt de rol aan van "El Presidente", leider van een bananenrepubliek op een fictief Caribisch eiland genaamd Tropico.
Het hoofddoel van Tropico is om een stad te bouwen en daarbij de bevolking tevreden te houden. Gebeurt dit niet, dan stappen mensen over naar de rebellen die geregeld het regime aanvallen. Het regime is geheel zelf te vormen, zo kan de stad gebouwd worden zoals de speler zelf wil, maar ook heeft de speler de macht over bijvoorbeeld wetten, regels en de sociale voorziening.
Buiten wat er zich op het eiland afspeelt, heeft de speler ook te maken met twee andere grootmachten, namelijk de Sovjet-Unie en Amerika. Het spel speelt zich namelijk af tijdens de Koude Oorlog. Wanneer de relatie met een grootmacht verandert, kan het zijn dat het eiland wordt binnengevallen door die grootmacht. Dit betekent het einde van het spel, aangezien de bananenrepubliek daar niet bovenop komt. Ter voorkoming hiervan kan de speler een goede relatie opbouwen met beide grootmachten of juist met maar een. De grootmacht met een goede relatie kan namelijk ook helpen het eiland te verdedigen tegen rebellen en de andere grootmacht.